# God Bless America
«God Bless America» es una canción patriótica estadounidense, originalmente escrita por Irving Berlin en el año 1918 y revisada por él en 1938. Se trata de la inspiración de muchos otros himnos, como es el caso de la canción «This Land Is Your Land».
Es considerada un himno moderno debido a su memorable letra y melodía, en oposición a la complejidad y abstracción del himno nacional de los Estados Unidos de América. «God Bless America» toma forma de oración, en la que se pide paz y bendiciones de Dios para la nación.